# Dorf-Erbach

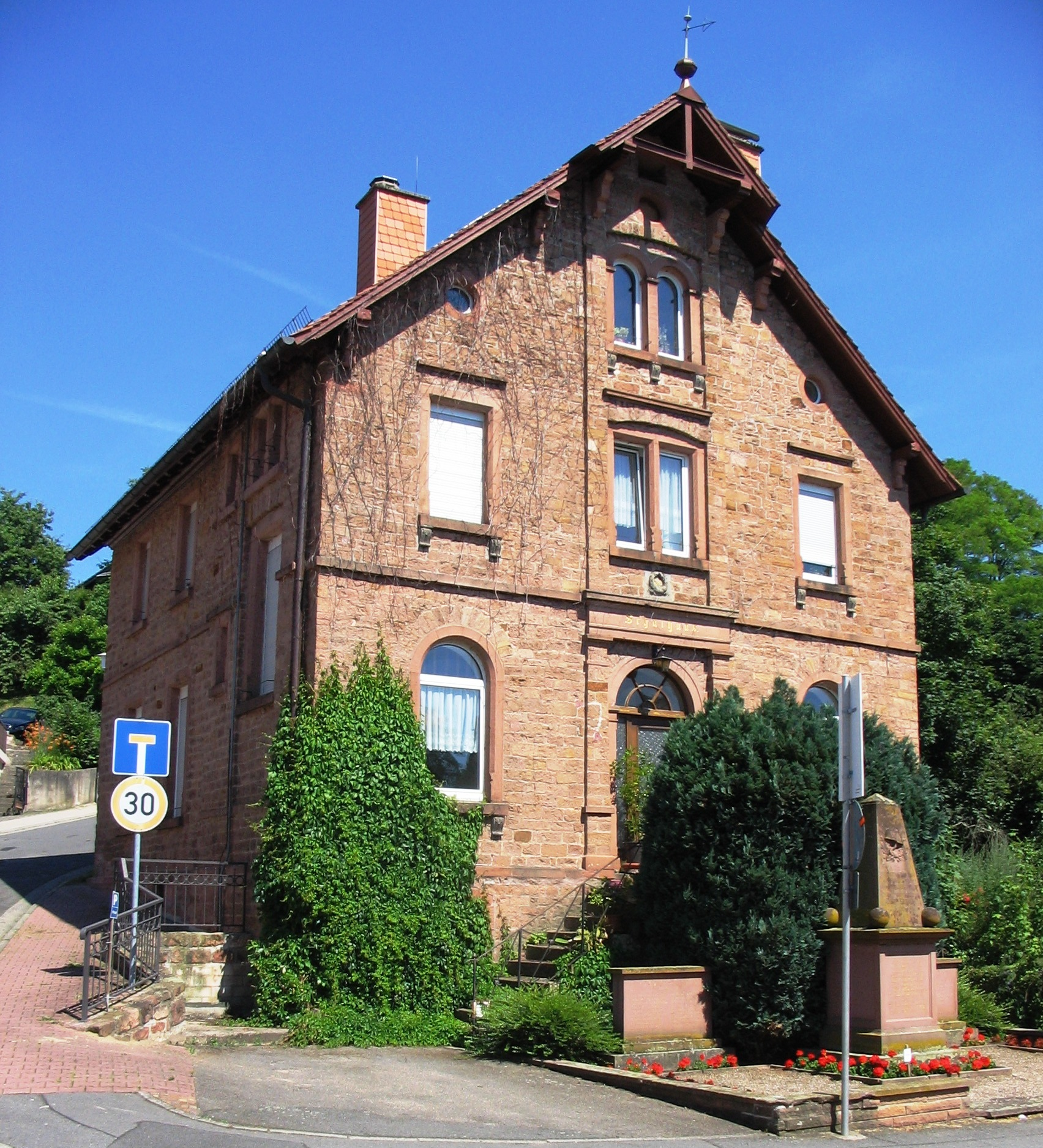
Schulhaus von 1880 in der Dorfmitte

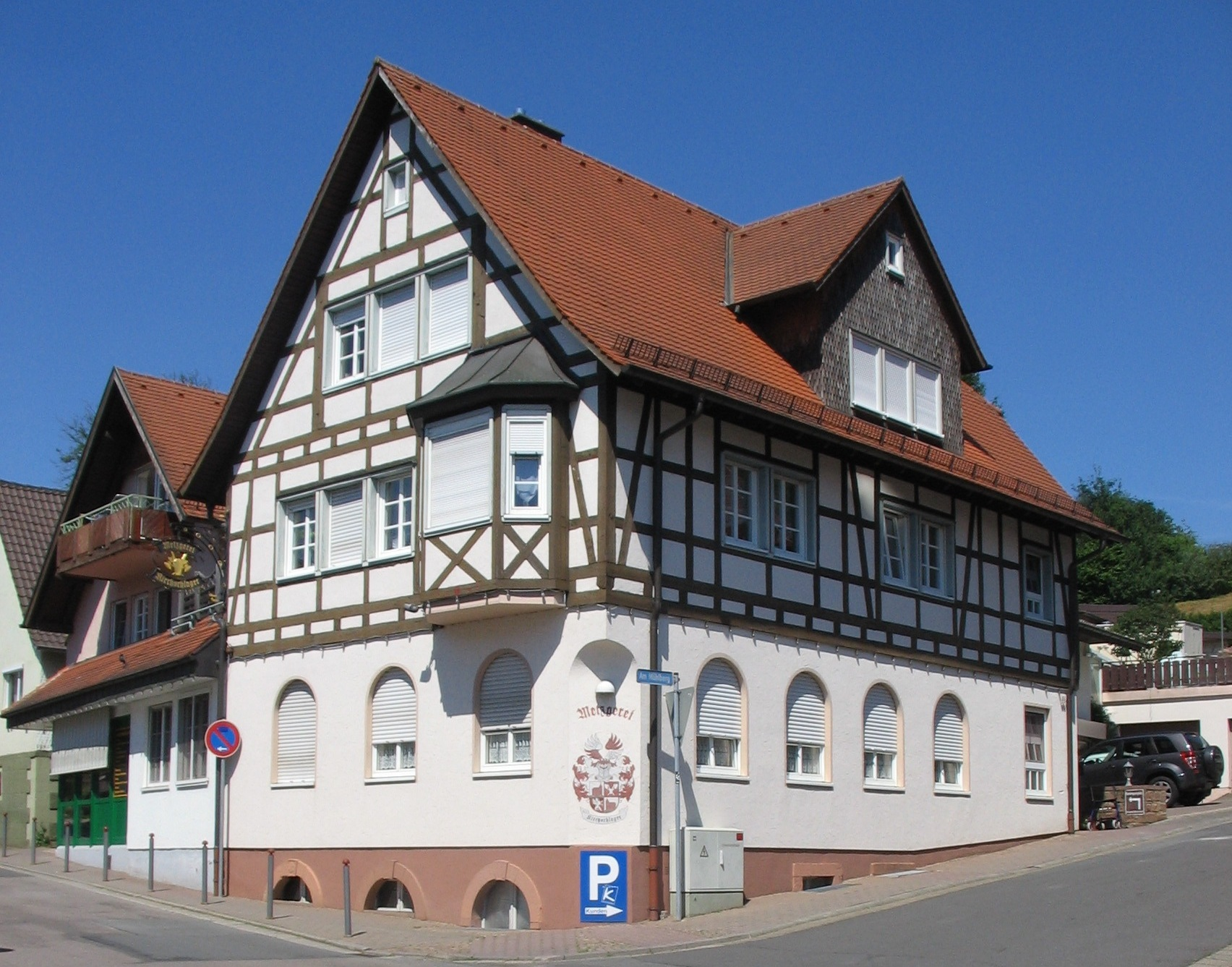
Fachwerkhaus mit Metzgerei in der Dorfmitte neben dem Schulhaus

Dorf-Erbach ist ein Stadtteil von Erbach im südhessischen Odenwaldkreis. Zum Dorf gehört der Weiler Habermannskreuz.

## Geographie
Das offene Dorf mit regellosem Grundriss, bei einseitiger Gehängelage, Dorf-Erbach liegt im Granitgebiet des Odenwaldes, ca. einen km nordöstlich der Kernstadt Erbach. Es ist inzwischen mit der Kernstadt zusammengewachsen. Das Gebiet des Stadtteils besteht aus der Gemarkung Dorf-Erbach mit einer Fläche von 407 Hektar, davon 252 Hektar Wald. In ihr liegt der Siedlungsplatz Habermannskreuz. Die Ortslage befindet sich auf 240 m ü. NHN und die höchste Punkt der Gemarkung liegt mit 407 m nahe Habermannskreuz. Durch das Dorf fließt der Erdbach, der namensgebend für den Ort war. Er versickert am nördlichen Ende der Ortslage im Erdbach-Einschlupf und tritt ca. 200 m weiter nördlich, in Stockheim, wieder an die Oberfläche, bevor er in die Mümling mündet.
An den Stadtteil Dorf-Erbach grenzen, von Norden beginnend, im Uhrzeigersinn, die Kernstadt Michelstadt, deren Stadtteile Ernsbach, Erbuch und Erlenbach. Am Nordostrand des Ortes verläuft die Bundesstraße 47, die Nibelungenstraße. Von ihr führt am nördlichen Ortsende die Kreisstraße 43 in das Dorf und weiter nach Erbuch.

## Geschichte

### Ortsgeschichte
Die älteste erhaltene Erwähnung von Ertbach findet sich im Lorscher Codex und stammt von 1095. Da der namensgebende Erdbach zwar durch Dorf-Erbach fließt, nicht aber durch die Kernstadt Erbach, sondern die Gemarkung Erbach im Nordosten nur begrenzt, kann mit einiger Berechtigung angenommen werden, dass die Ersterwähnung sich tatsächlich auf Dorf-Erbach bezieht. Erst mit der späteren Entwicklung der benachbarten städtischen Siedlung wurde zur Unterscheidung von dieser das Attribut Dorf notwendig.
In erhaltenen Urkunden wurde Dorf-Erbach unter den folgenden Namen erwähnt (in Klammern das Jahr der Erwähnung):
Ertbac (1113), des dorfes zu Erpach (1321), Erpach das Dorf (1398–1400), dorff Erppach (1420), dorff Erpach (1426), dorff Erpach (1427), dorff Erpach (1443), am Dorfe Erpach (1451) und zu dorff Erppach (1524).
Dorf-Erbach gehörte zum Amt Erbach der Grafschaft Erbach, die 1806 zum Großherzogtum Hessen kam. Ab 1822 gehörte Dorf-Erbach zum Landratsbezirk Erbach, ab 1852 zum Kreis Erbach (ab 1939: „Landkreis Erbach“), der – mit leichten Grenzberichtigungen – seit 1972 Odenwaldkreis heißt. Nach Auflösung des Amtes Erbach 1822 nahm die erstinstanzliche Rechtsprechung für Dorf-Erbach das Landgericht Michelstadt wahr, ab 1879 das Amtsgericht Michelstadt.
Im Zuge der Gebietsreform in Hessen wurde die bis dahin selbständige Gemeinde Dorf-Erbach zum 1. Februar 1972 in die Kreisstadt Erbach eingemeindet. Für Dorf-Erbach wurde ein Ortsbezirk errichtet.

### Verwaltungsgeschichte im Überblick
Die folgende Liste zeigt die Staaten und Verwaltungseinheiten, denen Dorf-Erbach angehört(e):
- vor 1718: Heiliges Römisches Reich, Grafschaft Erbach, Amt Erbach (Zent Erbach)
- ab 1718: Heiliges Römisches Reich, Grafschaft Erbach-Erbach, Anteil an der Grafschaft Erbach, Amt Erbach
- ab 1806: Großherzogtum Hessen (Souveränitätslande),[Anm. 2] Fürstentum Starkenburg, Amt Erbach (Standesherrschaft Erbach)
- ab 1815: Großherzogtum Hessen[Anm. 3] (Souveränitätslande), Provinz Starkenburg, Amt Erbach
- ab 1822: Großherzogtum Hessen, Provinz Starkenburg, Landratsbezirk Erbach[Anm. 4]
- ab 1848: Großherzogtum Hessen, Regierungsbezirk Erbach
- ab 1852: Großherzogtum Hessen, Provinz Starkenburg, Kreis Erbach
- ab 1871: Deutsches Reich,[Anm. 5] Großherzogtum Hessen, Provinz Starkenburg, Kreis Erbach
- ab 1918: Deutsches Reich, Volksstaat Hessen,[Anm. 6] Provinz Starkenburg, Kreis Erbach
- ab 1938: Deutsches Reich, Volksstaat Hessen, Landkreis Erbach[9][Anm. 7]
- ab 1945: Deutsches Reich, Amerikanische Besatzungszone,[Anm. 8] Groß-Hessen, Regierungsbezirk Darmstadt, Landkreis Erbach
- ab 1946: Deutsches Reich, Amerikanische Besatzungszone, Land Hessen, Regierungsbezirk Darmstadt, Landkreis Erbach
- ab 1949: Bundesrepublik Deutschland, Land Hessen, Regierungsbezirk Darmstadt, Landkreis Erbach
- ab 1972: Bundesrepublik Deutschland, Land Hessen, Odenwaldkreis, Kreisstadt Erbach

## Bevölkerung

### Einwohnerentwicklung
- 1717: 10 wehrfähige Männer
- 1961: 328 evangelische (= 76,81 %), 88 katholische (= 20,61 %) Einwohner[3]

| Dorf-Erbach: Einwohnerzahlen von 1834 bis 2023 | Dorf-Erbach: Einwohnerzahlen von 1834 bis 2023 | Dorf-Erbach: Einwohnerzahlen von 1834 bis 2023 | Dorf-Erbach: Einwohnerzahlen von 1834 bis 2023 | Dorf-Erbach: Einwohnerzahlen von 1834 bis 2023 |
| --- | ---------------------------------------------- | ---------------------------------------------- | ---------------------------------------------- | ---------------------------------------------- |
| Jahr |                                                |                                                |                                                | Einwohner                                      |
| 1834 | 1834                                           |                                                | 203                                            | 203                                            |
| 1840 | 1840                                           |                                                | 225                                            | 225                                            |
| 1846 | 1846                                           |                                                | 240                                            | 240                                            |
| 1852 | 1852                                           |                                                | 215                                            | 215                                            |
| 1858 | 1858                                           |                                                | 213                                            | 213                                            |
| 1864 | 1864                                           |                                                | 200                                            | 200                                            |
| 1871 | 1871                                           |                                                | 224                                            | 224                                            |
| 1875 | 1875                                           |                                                | 228                                            | 228                                            |
| 1885 | 1885                                           |                                                | 234                                            | 234                                            |
| 1895 | 1895                                           |                                                | 218                                            | 218                                            |
| 1905 | 1905                                           |                                                | 255                                            | 255                                            |
| 1910 | 1910                                           |                                                | 262                                            | 262                                            |
| 1925 | 1925                                           |                                                | 273                                            | 273                                            |
| 1939 | 1939                                           |                                                | 289                                            | 289                                            |
| 1946 | 1946                                           |                                                | 389                                            | 389                                            |
| 1950 | 1950                                           |                                                | 375                                            | 375                                            |
| 1956 | 1956                                           |                                                | 331                                            | 331                                            |
| 1961 | 1961                                           |                                                | 427                                            | 427                                            |
| 1967 | 1967                                           |                                                | 553                                            | 553                                            |
| 1970 | 1970                                           |                                                | 601                                            | 601                                            |
| 1980 | 1980                                           |                                                | ?                                              | ?                                              |
| 1990 | 1990                                           |                                                | ?                                              | ?                                              |
| 2000 | 2000                                           |                                                | ?                                              | ?                                              |
| 2011 | 2011                                           |                                                | 1.536                                          | 1.536                                          |
| 2014 | 2014                                           |                                                | 1.729                                          | 1.729                                          |
| 2023 | 2023                                           |                                                | 1.924                                          | 1.924                                          |
| Datenquelle: Historisches Gemeindeverzeichnis für Hessen: Die Bevölkerung der Gemeinden 1834 bis 1967. Wiesbaden: Hessisches Statistisches Landesamt, 1968. Weitere Quellen: LAGIS; Zensus 2011; Stadt Erbach |                                                |                                                |                                                |                                                |

### Einwohnerstruktur 2011
Nach den Erhebungen des Zensus 2011 lebten am Stichtag dem 9. Mai 2011 in Dorf-Erbach 1536 Einwohner. Darunter waren 129 (8,4 %) Ausländer.
Nach dem Lebensalter waren 363 Einwohner unter 18 Jahren, 687 zwischen 18 und 49, 261 zwischen 50 und 64 und 228 Einwohner waren älter.
Die Einwohner lebten in 630 Haushalten. Davon waren 201 Singlehaushalte, 153 Paare ohne Kinder und 210 Paare mit Kindern, sowie 54 Alleinerziehende und 12 Wohngemeinschaften. In 111 Haushalten lebten ausschließlich Senioren und in 462 Haushaltungen lebten keine Senioren.

## Politik
Ortsbeirat
Für Dorf-Erbach besteht ein Ortsbezirk (Gebiete der ehemaligen Gemeinde Dorf-Erbach) mit Ortsbeirat und Ortsvorsteher, nach Maßgabe der §§ 81 und 82 HGO und des Kommunalwahlgesetzes in der jeweils gültigen Fassung gebildet. Der Ortsbeirat besteht aus fünf Mitgliedern. Wegen eines Formfehlers konnte bei den Kommunalwahlen in Hessen 2021 kein Ortsbeirat gebildet werden.

## Kultur

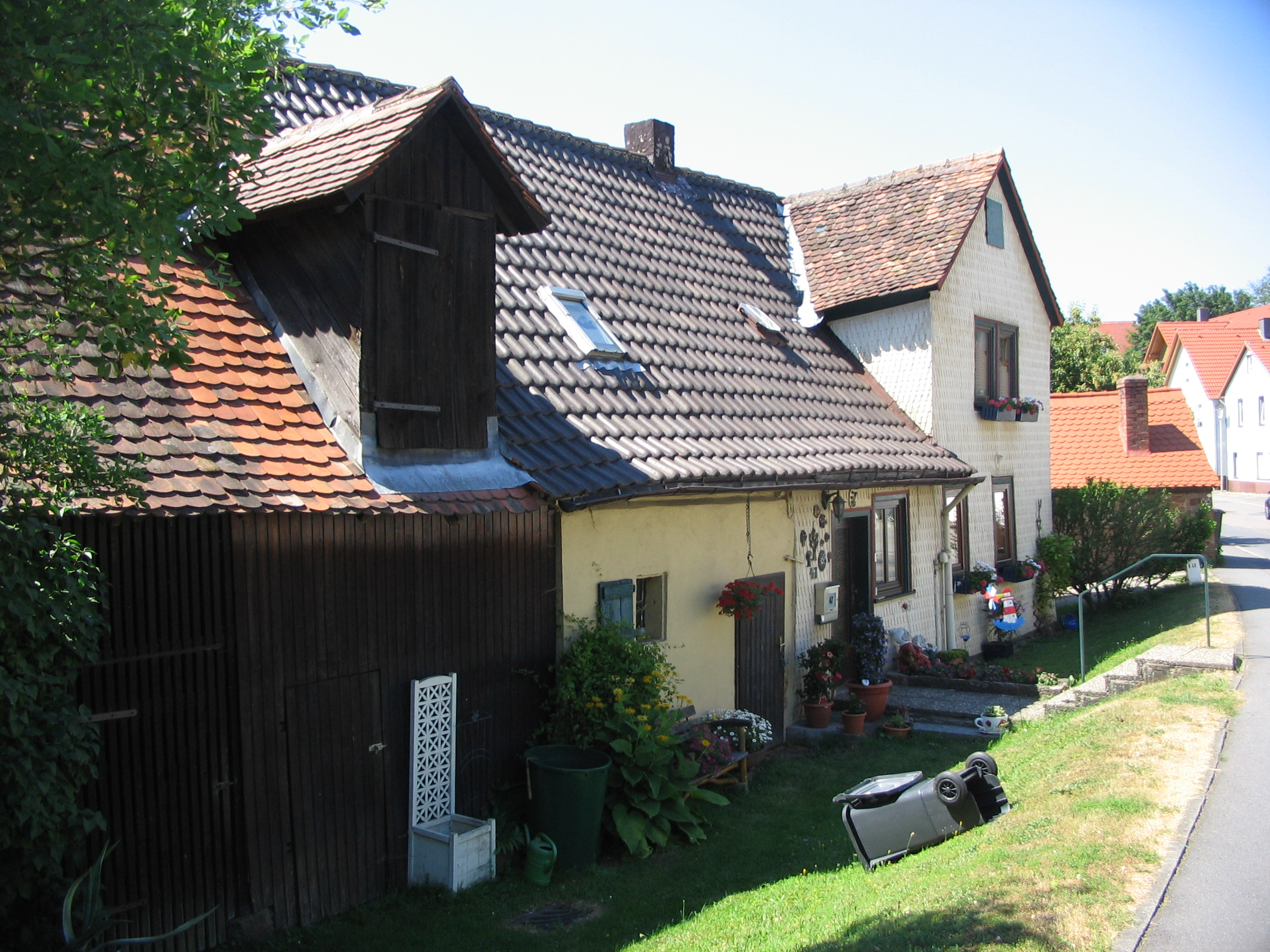
Denkmalgeschütztes Einhaus

Das in der Dorfmitte im Jahr 1880 aus Sandsteinquadern errichtete ehemalige Schulhaus steht ebenso unter Denkmalschutz wie in der Dreiseetalstraße ein Dreiseithof von außergewöhnlicher Vollständigkeit und nebenan das einzige am Ort erhaltene Einhaus.

## Natur und Schutzgebiete
Erdbacheinschlupf und Erdbachhöhle
Innerhalb der Gemarkung Dorf-Erbach versickert der Erdbach völlig in einer Bachschwinde und tritt erst in Stockheim (Michelstadt) wieder zutage. Der "Erdbach-Einschlupf" und "Erdbach-Austritt" sind seit 1937 als geologische Naturdenkmale ausgewiesen. Das Wasser passiert die Erdbachhöhle bei Erbach, die seit 2008 als Natura-2000-Gebiet (FFH-Gebiet) unter Schutz steht.

## Infrastruktur
Im Ort gibt es ein Dorfgemeinschaftshaus.
Die Buslinie 42 der Odenwald-Regional-Gesellschaft (OREG) stellt des öffentlichen Personennahverkehr sicher.